# Gaijinworks
A Gaijinworks amerikai székhelyű videójáték-kiadó vállalat, melyet 2006 júliusában alapított Victor Ireland. A cég nem sokkal Ireland korábbi munkahelye, a Working Designs 2005 decemberi feloszlása után alapult. A Gaijinworks nevében szereplő gaijin japán szó, jelentése „külföldi”, mellyel arra utalnak, hogy az új cég a korábbi nyomdokain haladva az eredeti fejlesztőkkel szorosan együttműködve japán „niche” játékokat lokalizál az amerikai piacra. A cég az első három évében látszólag inaktív volt, első lokalizációs projektjüket, a Hudson Soft Nintendo DS kézikonzolra megjelent Miami Law című videójátékát 2009 márciusában jelentették be.

## A cég története
2005 decemberében Victor Ireland, a Working Designs videójáték-kiadó vállalat elnöke a cég weboldalán keresztül bejelentette, hogy a Sony Computer Entertainmenttel kialakult belső konfliktusok, illetve a Sony PlayStation 2 konzoljára való játékok, így például a Bóken dzsidai kacugeki Goemon kiadási jogának meg nem szerzése miatt be fog zárni. A bejelentésre több mint egy évvel az után került sor, miután a cég 2004 decemberében megjelentette az utolsó játékát, a Growlanser Generationst, aminek kiadása Ireland állításai szerint „megsebzett [minket]”, mivel a Sony arra kényszerítette a vállalatot, hogy egy csomagban jelentesse meg a korábban két különálló projektként kezelt címet, ami megkétszerezte a gyártási költségeket és megfelezte a profitot. Ireland kijelentette, hogy még nem áll készen a videójáték-ipar elhagyására, és, hogy megkezdte a tárgyalásokat a Microsofttal, hogy korábbi munkatársaival karöltve japán szerepjátékokat lokalizáljanak Xbox 360 konzolra. Első ilyen projektjük a Hudson Soft Tengai makjó: Ziria – Haruka naru Jipang című játéka lett volna, azonban a cég nem tudott megfelelni a Microsoft által támasztott „nevetséges” kiadási minimumdarabszámnak és egyéb megkötéseknek, így feladták annak megjelentetését.
Hét hónappal később, 2006 júliusában Ireland bejelentette, hogy „Gaijinworks” néven új céget alapított, mellyel tovább fogja vinni a Working Designs hagyatékát, ahol ő maga pedig ismét főfordítóként fog tevékenykedni. Ugyan azt is bejelentette, hogy a következő nyár folyamán egy „játékkal kapcsolatos híreket” is közzé fog tenni, míg annak weboldala késő nyáron vagy télen került volna fel, azonban a cég tevékenysége hároméves látszólagos inaktivitáson keresztül tisztázatlan maradt. A csendet Ireland 2009 januárjában törte meg, amikor a 1UP.comnak azt nyilatkozta, hogy egy „játékkal kapcsolatos híreket” fog közzétenni az elkövetkezendő hónapokban, azonban azt is megjegyezte, hogy ez nem egy olyan „főjáték” lesz, amiről ismertek. 2009 márciusában a Gaijinworks bejelentette első lokalizációs projektjét, a Hudson Soft Miami Law című Nintendo DS-kalandjátékát. A projekt során Ireland szorosan együttműködött a Hudson Soft tervezőcsapatával, amely keretében a fejlesztés segítésére körbekalauzolta őket Miami városában. A Gaijinworks ezután a Sunsofttal együttműködve jelentette meg a klasszikus Blaster Mastert az észak-amerikai Virtual Console-, illetve annak remake-jét, a Blaster Master: Overdrive-ot a WiiWare-szolgáltatásokon keresztül. A Gaijinworks több, eredetileg a Working Designs által megjelentetett PlayStation-játékot, így az Arc the Lad Collectiont vagy az Alundrát is kiadta digitálisan, majd a MonkeyPaw Gamesszel közösen megjelentette a Vanguard Banditst a PlayStation Store PSone Classics vonalában. A MonkeyPaw Gamesszel kialakított üzleti együttműködés keretében jelent meg 2013 júniusában a Class of Heroes 2, 2015 júniusában a Class of Heroes 2G, 2015 decemberében a Summon Night 5 és 2016 első negyedévében a Class of Heroes 3 című szerepjátékok. Victor Ireland számos alkalommal azt is megemlítette, hogy a Lunar: Silver Star Story Complete és a Lunar 2: Eternal Blue Complete szerepjátékok PlayStation Networkös újrakiadásán is serénykedik.

## Videójátékaik
| Cím                          | Megjelenés                                                     | Fejlesztő               | Platform                        | Régió  |
| ---------------------------- | -------------------------------------------------------------- | ----------------------- | ------------------------------- | ------ |
| Miami Law                    | 2009. június 9.                                                | Hudson Soft             | Nintendo DS                     | NA     |
| Blaster Master               | 2009. december 14. (Észak-Amerika) 2010. április 9. (Európa)   | Sunsoft                 | Virtual Console                 | NA, EU |
| Blaster Master: Overdrive    | 2010. február 8. (Észak-Amerika) 2010. június 18. (Európa)     | Sunsoft                 | WiiWare                         | NA, EU |
| Arc the Lad                  | 2010. október 12. (Észak-Amerika) 2012. január 18. (Európa)    | SCEI, G-Craft           | PlayStation Network             | NA, EU |
| Alundra                      | 2010. október 12. (Észak-Amerika) 2012. augusztus 15. (Európa) | Matrix Software         | PlayStation Network             | NA, EU |
| Arc the Lad II               | 2010. november 23. (Észak-Amerika) 2012. március 28. (Európa)  | SCEI, Arc Entertainment | PlayStation Network             | NA, EU |
| Arc the Lad III              | 2011. január 4. (Észak-Amerika) 2012. június 13. (Európa)      | SCEI, Arc Entertainment | PlayStation Network             | NA, EU |
| Vanguard Bandits             | 2011. november 15.                                             | Human Entertainment     | PlayStation Network             | NA, EU |
| Class of Heroes 2            | 2013. június 4.                                                | Acquire                 | PlayStation Portable            | NA     |
| Class of Heroes 2G           | 2015. június 2.                                                | Acquire                 | PlayStation 3                   | NA     |
| Summon Night 5               | 2015. december 15. (Észak-Amerika) 2016. (Európa)              | Felistella              | PlayStation Portable            | NA, EU |
| Class of Heroes 3            | 2016.                                                          | Acquire                 | PlayStation Portable            | NA     |
| Summon Night 6: Lost Borders | 2017. február                                                  | Media.Vision            | PlayStation 4, PlayStation Vita | NA, EU |